# Chajim Kalwarijski-Margalijot
Chajim Kalwarijski-Margalijot, též Chajim Kalvarijski-Margalijot nebo Chajim Kalvarijski-Margolis (hebrejsky: חיים מרגליות קלווריסקי), byl sionistický aktivista v turecké a mandátní Palestině.
Narodil se roku 1868 v Polsku, které bylo tehdy součástí Ruské říše. Od mládí se angažoval v sionistických organizací jako Chovevej Cijon a Bnej Moše. Studoval agronomii ve Francii a v roce 1895 v rámci první alije přesídlil do tehdejší osmanské Palestiny. Zde působil na zemědělské škole Mikve Jisra'el a potom se začal angažoval v praktické osidlovací práci. V roce 1898 se stal manažerem nové židovské osady Mišmar ha-Jarden, kde prosazoval ekonomickou koordinaci mezi jednotlivými židovskými rolníky. Pak byl v dubnu 1900 povolán organizovat výcvikovou farmu Sedžera, kterou založilo Židovské kolonizační sdružení. Sedžera (dnes Ilanija) bývá nazývána Matkou galilejských osad. V září 1901 se Kalwarijski-Margalijot stal výkonným ředitelem osidlovacích aktivit Židovského kolonizačního sdružení v Dolní Galileji. Byl jediným přesvědčeným sionistou mezi managementem sdružení. Zavedl do kolonizační praxe některé novinky, například důkladnou selekci nových osadníků tak, aby byli připraveni na samostatné hospodaření. Podílel se na výkupech půdy západně od Galilejského jezera a zakládání osad Javne'el, Menachemija a Kfar Tavor. V listopadu 1902 onemocněl během velké epidemie cholerou, ale přežil. Později došlo mezi ním a vedením Židovského kolonizačního sdružení k jistým neshodám a jeho pravomoci byly omezeny. Zůstal ale nadále aktivní při budování zdejších osad a výkupech půdy. Podporoval sionistické školství v těchto vesnicích a urovnával spory. Jeho přítel Jisra'el Gil'adi zakládal obrannou židovskou organizaci Bar Giora.
Během svých aktivit v Dolní Galileji si vytvořil blízké vztahy s místní arabskou populací a stal se stoupencem dvounárodnostního řešení (binacionalismu), tedy vize trvalé existence arabsko-židovského, etnicky smíšeného státu. Již v roce 1926 se proto podílel na vzniku organizace Brit šalom. Koncem 30. let 20. století se zapojil do činnosti organizace Kidma mizracha, jejímž nejaktivnějším členem se stal. Ve 40. letech 20. století pak působil v podobně orientované organizaci Ichud. Zemřel roku 1947.
Je po něm pojmenována vesnice Margalijot v severním Izraeli.